# Kandangjati Wetan
Kandangjati Wetan is een bestuurslaag in het regentschap Probolinggo van de provincie Oost-Java, Indonesië. Kandangjati Wetan telt 1594 inwoners (volkstelling 2010).